# 巴尔韦德
巴尔韦德（西班牙語：Valverde），是西班牙加那利群岛自治区圣克鲁斯-德特内里费省的一个市镇。总面积104平方公里，总人口4973人（2014年），人口密度48人/平方公里。
巴尔韦德在西班牙语里意为“绿色的山谷”。它位于耶罗岛的东北部。同名的小镇是耶罗岛的首府。它在加那利群岛的首府市镇中是最小的一个，同时也是唯一一个不处于海边。服务于巴尔韦德的机场（耶罗机场）和港口都在东边几公里之外的海边。

## 人口数量历史

巴尔韦德在耶罗岛的位置

| 年份 | 人口总数 |
| ---- | -------- |
| 2000 | 3,641    |
| 2001 | 4,332    |
| 2002 | 4,643    |
| 2003 | 4,727    |
| 2012 | 5,075    |
| 2013 | 5,048    |
| 2014 | 4,973    |
| 2015 | 4,870    |
| 2016 | 4,885    |
| 2017 | 4,920    |

## 图集

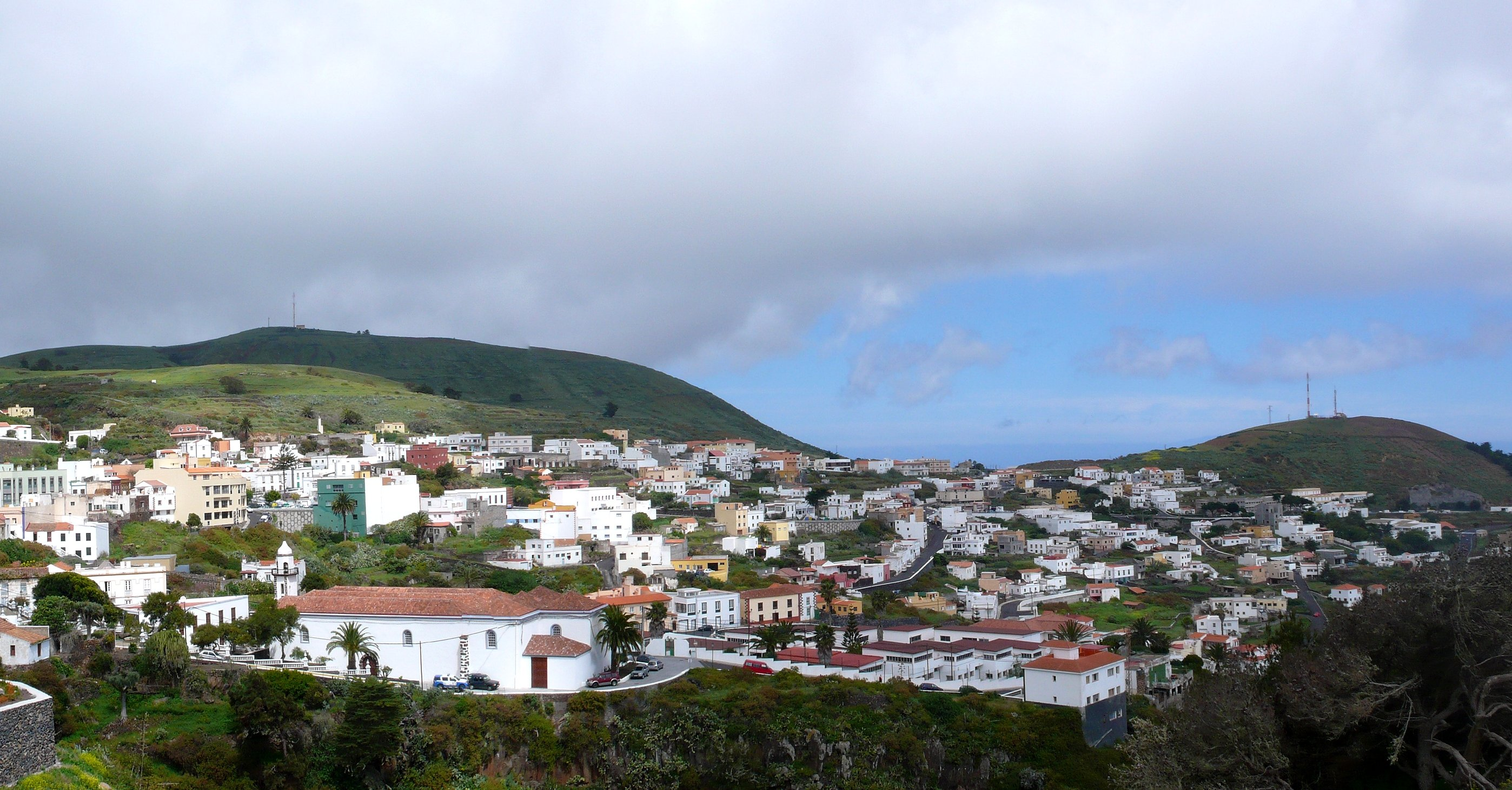
巴尔韦德全景
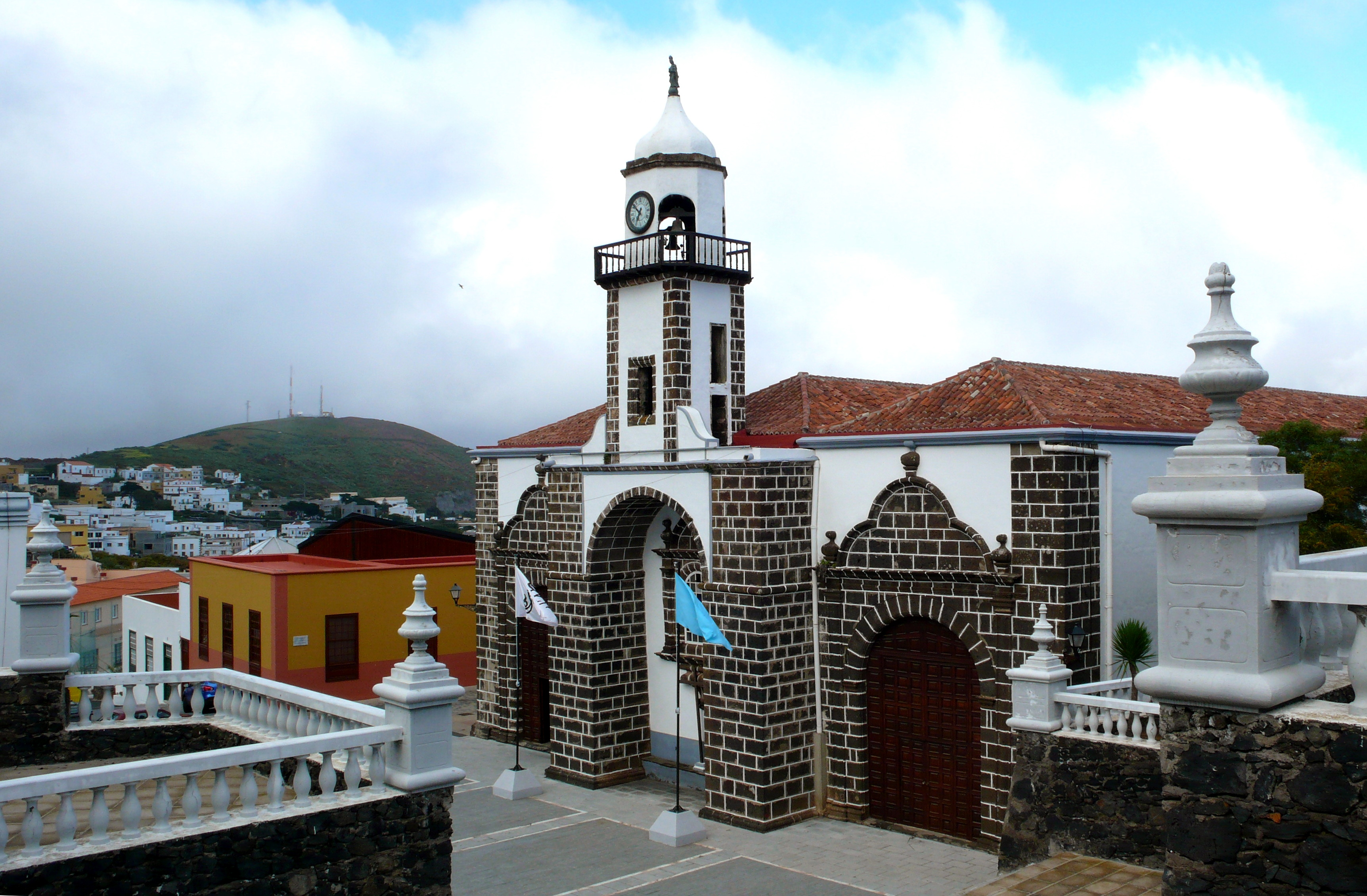
教堂
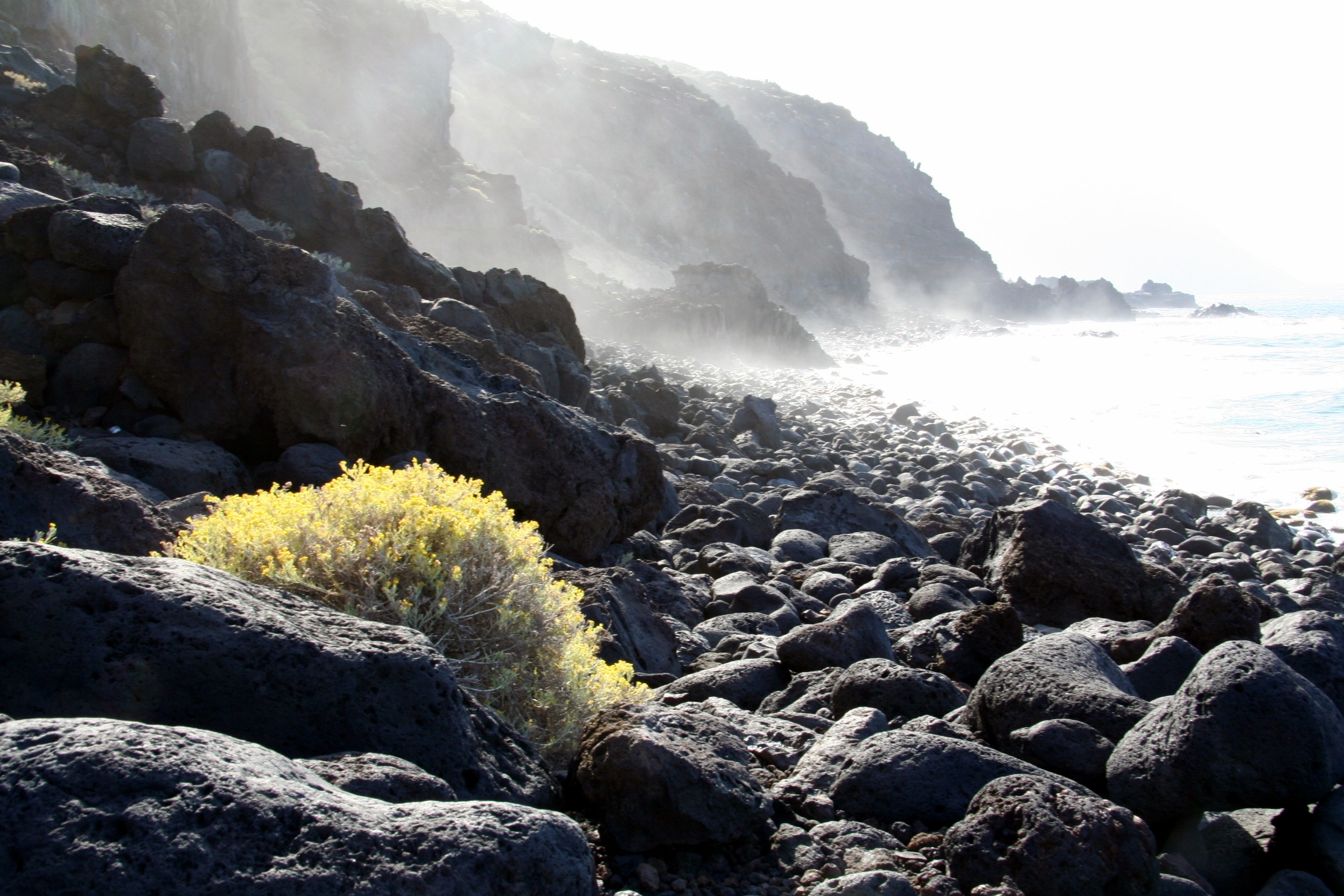
石滩（Charco Azul）
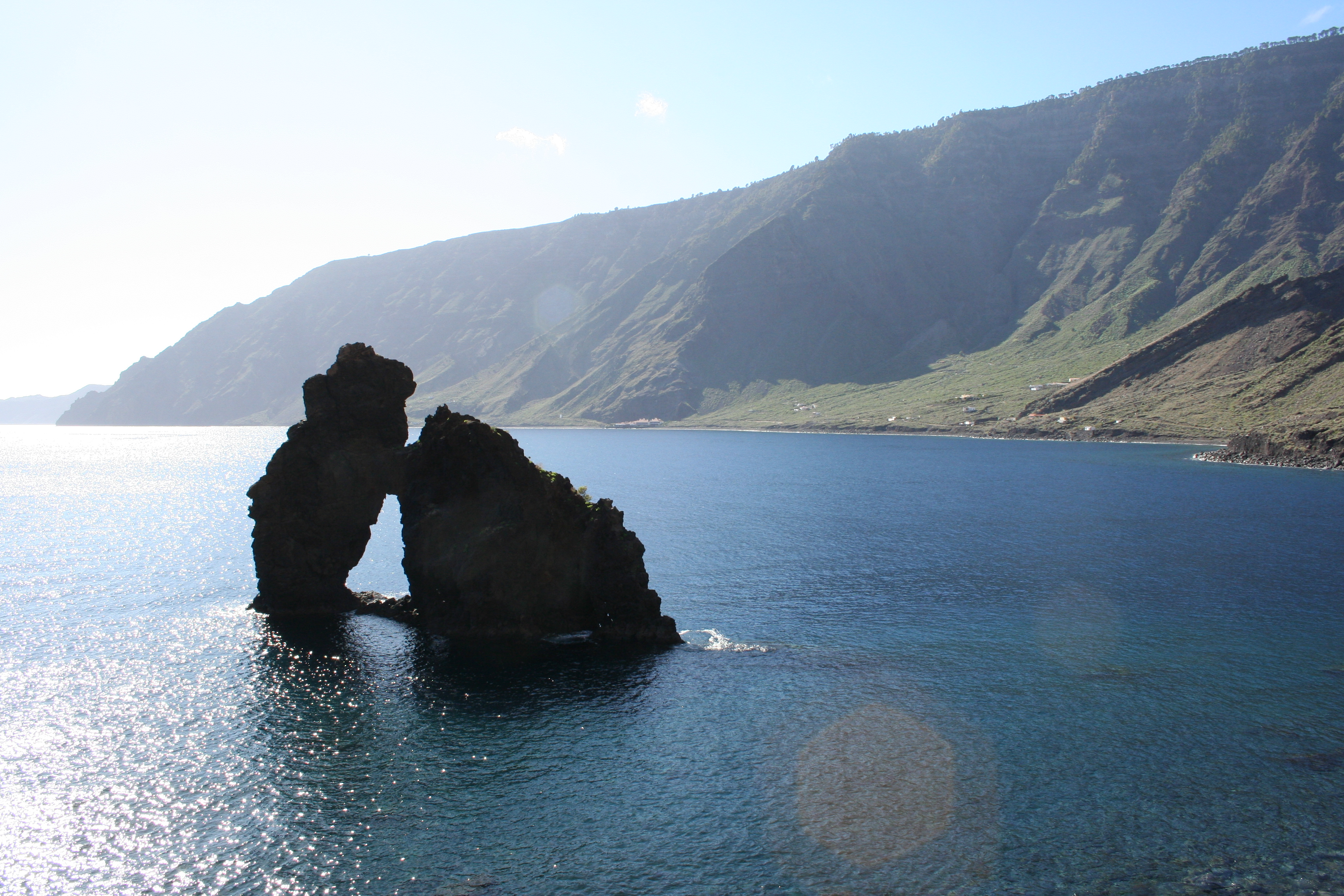
Roque de Bonanza
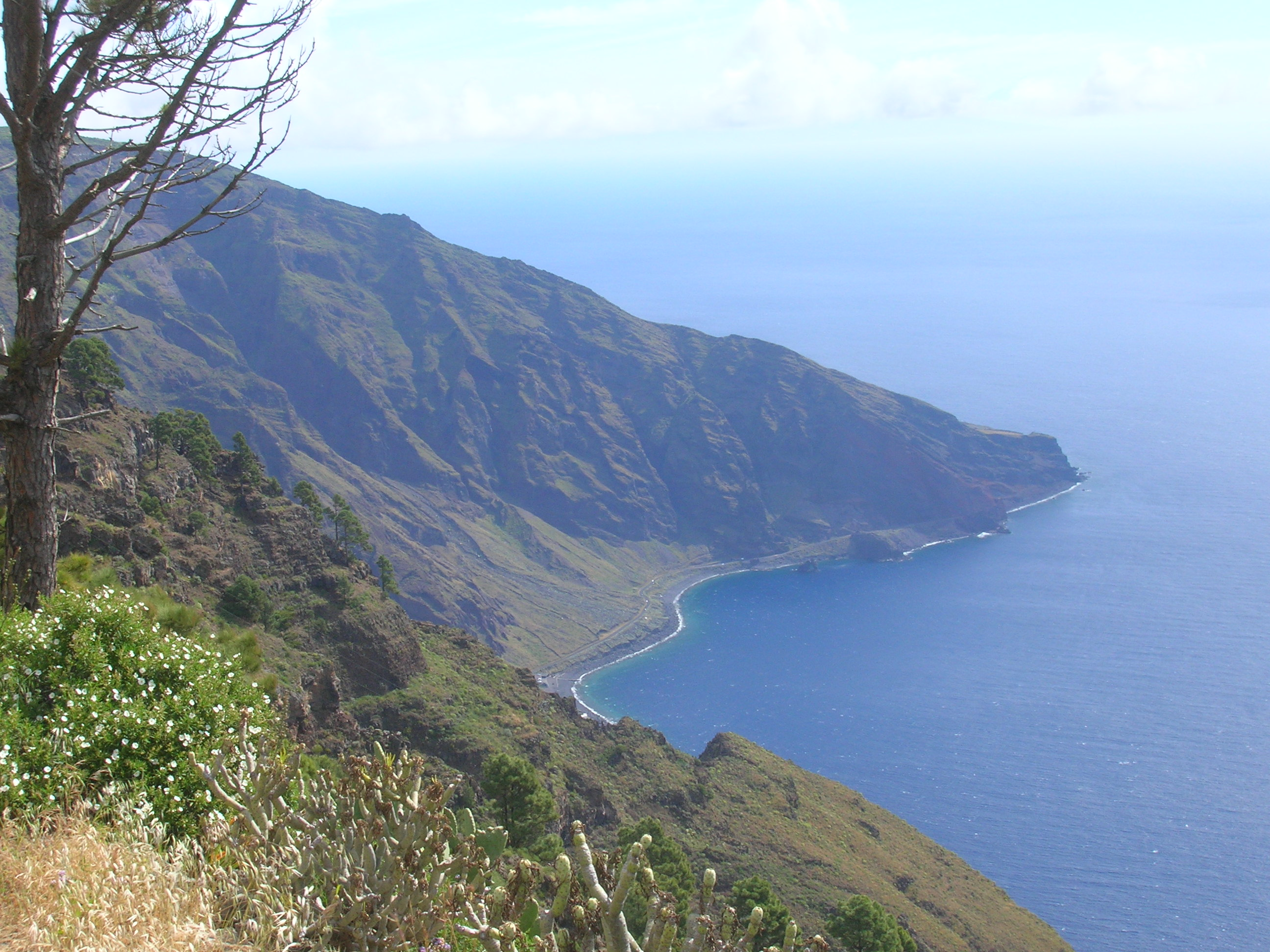
海滩